# Luo Zongshi
Luo Zongshi (en chino: 駱宗詩; 14 de octubre de 1998) es una deportista china que compite en taekwondo.
Ganó una medalla de oro en el Campeonato Mundial de Taekwondo de 2022 y dos medallas en el Campeonato Asiático de Taekwondo, en los años 2018 y 2022. Participó en dos Juegos Asiáticos, obteniendo dos medallas de oro, en los años 2018 y 2022, ambas en la categoría de –57 kg.

## Palmarés internacional
| Campeonato Mundial  | Campeonato Mundial           | Campeonato Mundial | Campeonato Mundial |
| Año                 | Lugar                        | Medalla            | Categoría          |
| ------------------- | ---------------------------- | ------------------ | ------------------ |
| 2022                | Guadalajara (México)         | Medalla de oro     | –57 kg             |
| Juegos Asiáticos    |                              |                    |                    |
| Año                 | Lugar                        | Medalla            | Categoría          |
| 2018                | Yakarta (Indonesia)          | Medalla de oro     | –57 kg             |
| 2022                | Hangzhou (China)             | Medalla de oro     | –57 kg             |
| Campeonato Asiático |                              |                    |                    |
| Año                 | Lugar                        | Medalla            | Categoría          |
| 2018                | Ciudad Ho Chi Minh (Vietnam) | Medalla de plata   | –57 kg             |
| 2022                | Chuncheon (Corea del Sur)    | Medalla de oro     | –57 kg             |